# Конго (роман)
«Ко́нго» (англ. Congo; 1980) — научно-фантастический приключенческий роман американского писателя Майкла Крайтона, повествующий о затерянном мире.

## Сюжет
Компания «Служба технологии использования земных ресурсов» (СТИЗР) отправляет экспедицию в бассейн реки Конго, цель которой — редкие голубые алмазы для нужд микроэлектроники. Их залежи расположены рядом с развалинами легендарного города Зинджа, на слухах об этом городе основан роман Райдера Хаггарда «Копи царя Соломона». Экспедиция погибает по непонятной причине.
Вторую экспедицию возглавляет сотрудница СТИЗР Карен Росс. Поскольку с места пропажи была получена видеозапись с изображением гориллы, к делу привлекают биолога Питера Эллиота. В качестве проводника Росс приглашает охотника и наёмника Шарля Мунро. Они должны успеть в Зиндж раньше своих конкурентов из евро-японского консорциума. Ситуация осложняется тем, что в это время в Конго идёт война.

## Персонажи
- Карен Росс — сотрудница СТИЗР, талантливый математик
- Питер Эллиот — профессор зоологии Калифорнийского университета в Беркли, специалист по приматам
- «Капитан» Шарль Мунро — профессиональный охотник, солдат-наёмник, торговец оружием, лучший проводник по Африке
- Кахега — руководитель африканцев-носильщиков
- Эми — горная горилла, владеющая языком жестов

## История создания и публикации
Как признавался сам Крайтон, ему всегда нравился роман «Копи царя Соломона», и он хотел написать что-то подобное. «Конго» и стал таким опытом. Для сбора материала Крайтон хотел сам съездить в Конго, но тогда там шла война. Роман был впервые опубликован в 1980 году.

## Экранизации
В 1995 году вышел фильм «Конго».